# Cmentarz żydowski w Bielawach
Cmentarz żydowski w Bielawach – kirkut jest położony na obrzeżach wsi, na północny zachód od skrzyżowania dróg do Łowicza i Walewic, za stacją paliw. 
Nekropolia została poważnie zdewastowana, dziś na jej miejscu mieści się kopalnia żwiru. Granice cmentarza są niewyraźne, nie zachowały się żadne macewy.